# Асриян, Ашот Минасович
Ашот Минасович (Минаевич) Асриян (3 марта 1920 — 7 октября 1992) — советский офицер, участник Великой Отечественной войны, Герой Советского Союза (1944).

## Биография
Родился 3 марта 1920 года в Тифлисе (ныне Тбилиси) в семье рабочего. Получил неполное среднее образование и начал работать в родном городе водителем.
В 1940 году был призван в ряды Красной Армии Калининским районным военным комиссариатом города Тбилиси Грузинской ССР и направлен в Прибалтийский военный округ, где служил шофёром в 202-й стрелковой дивизии.
На полях сражений Великой Отечественной войны с июня 1941 года, участвовал в оборонительных боях на Северо-Западном направлении.
С 1942 года по 1943 год прошёл ускоренный курс обучения в Горьковском танковом училище. В феврале 1944 года Ашоту Асрияну присваивается звание гвардии младший лейтенант, а сам он назначается на должность командира среднего танка в 7-й отдельной гвардейской танковой бригаде 3-го Прибалтийского фронта. С наступлением июня 1944 года танковая бригада, где служил молодой офицер, была переброшена на Карельский фронт и участвовала в Свирско-Петрозаводской и Петсамо-Киркенесской наступательных операциях.
Осенью 1944 года на мурманском направлении сосредоточились крупные силы, снятые с других участков фронта для усиления 14-й армии накануне наступательной операции. В октябре 1944 года войсками Карельского фронта и силами Северного флота была осуществлена Петсамо-Киркенесская операция, в итоге которой был разгромлен 19-й корпус немецкой 20-й горной армии. Войска Карельского фронта освободили от врага советское Заполярье и северную Норвегию. Впервые в условиях Крайнего Севера в этой операции были применены танки.
14 октября 1944 года в боях за Петсамо (ныне посёлок городского типа Печенга Мурманской области) гвардии младший лейтенант Ашот Асриян проявил большое мужество и храбрость, на своём танке молодой офицер уничтожил сорок автомашин с пехотой и боеприпасами, несколько противотанковых орудий и дзотов, десять легковых машин и до ста солдат и офицеров противника. В этом бою танк, управляемый Ашотом Асрияном, был частично выведен из строя, а все члены экипажа были тяжело ранены, но несмотря на это танкист не покинул поле боя. А когда подошло подкрепление, Ашот Асриян пересел на исправный танк и снова ринулся в бой, первым войдя на окраины Петсамо.
Указом Президиума Верховного Совета СССР от 2 ноября 1944 года «за образцовое выполнение боевых заданий командования на фронте борьбы с немецко-фашистским захватчиками и проявленные при этом мужество и героизм» гвардии младшему лейтенанту Асрияну Ашоту Минасовичу присвоено звание Героя Советского Союза с вручением ордена Ленина и медали «Золотая Звезда» (№ 7070)
В 1945 году стал членом ВКП(б)/КПСС, война на тот момент находилась в завершающей стадии, а сам Ашот Асриян сражался в составе войск 2-го Белорусского фронта на территории Германии. В этом же году в одной из битв Ашот Асриян был ранен.
После окончания Великой Отечественной войны продолжал службу в танковых войсках Советской Армии. В 1952 году он окончил Ульяновское гвардейское танковое училище. С июня 1969 года полковник Асриян А. М. — в запасе, а затем в отставке. Жил в городе-герое Киев.
Умер 7 октября 1992 года.

## Награды
- Медаль «Золотая Звезда» Героя Советского Союза (№ 7070)
- орден Ленина
- орден Красного Знамени
- орден Отечественной войны I степени
- орден Красной Звезды